# Unifont

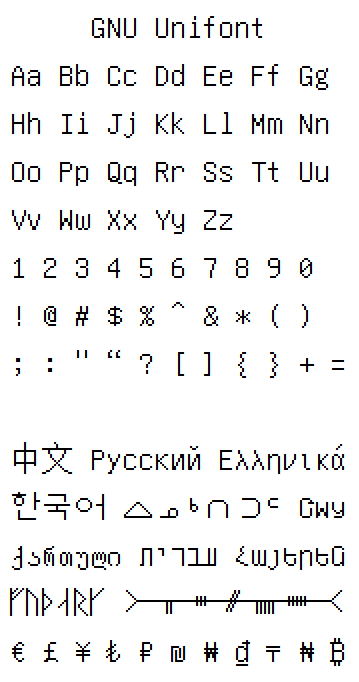
Una muestra de caracteres de GNU Unifont, versión 12.0.01, que incluye muestras de escritura de 11 scripts y varios símbolos de moneda.

Unifont es una tipografía sans serif monoespaciada que incluye todos los caracteres (salvo uso privado y los suplentes) en todos los idiomas, incluso los caracteres sin definir como el 0378. Está en idiomas armenio, thaana, siríaco, japonés, árabe, chino y muchos idiomas más. Incluye los ideogramas y es una fuente bitmap.

## Historia
Roman Czyborra hizo la fuente en 1998, y la fuente tiene distintas versiones, como la CSUR, Sample y Upper. La fuente normal tiene unos 57000 glifos, desde 0000 hasta FFFD.

### Unifont Upper
Tiene los caracteres desde 10000, pero no todos los caracteres hasta 10FFFF. "Upper" significa "más arriba de FFFD", el carácter de reemplazo.

### Unifont CSUR
Tiene algunos caracteres de uso privado que son los CSUR (ConScript Unicode Registry).

### Unifont Sample
Es una fuente blanca en tamaños grandes, con todos los bloques, menos los suplentes.